# Creation of the Humanoids
Creation of the Humanoids este un film SF american din 1962 regizat de Wesley Barry pentru Emerson Film Enterprises. În rolurile principale joacă actorii Don Megowan, Erica Elliott, Dudley Manlove.
Filmul nu se bazează pe romanul The Humanoids de Jack Williamson care are un titlu asemănător, ci, conform genericului filmului, scenariul și povestirea originară au fost scrise de Jay Simms. 

## Prezentare
Supraviețuitorii unui holocaust nuclear creează cyborgi pentru a-i ajuta la reconstruirea civilizației umane. Cu toate acestea, androizii rebeli cu piele albastră se revoltă împotriva stăpânilor lor și pornesc războiul cu rămășițele umanității.

## Actori
- Don Megowan este Capt. Kenneth Cragis
- Erica Elliott este Maxine Megan
- Don Doolittle este Dr. Raven
- George Milan este Acto, a clicker
- Dudley Manlove este Lagan, a clicker
- Frances McCann este Esme Cragis Milos
- David Cross este Pax, a clicker
- Malcolm Smith este Court
- Richard Vath este Mark, a clicker
- Reid Hammond este Hart, Chairman of Surveillance Committee
- Pat Bradley este Dr. Moffitt
- William Hunter este Ward, Surveillance Committee Member
- Gil Frye este Orus, a clicker
- Alton Tabor este Kelly's Duplicate
- Paul Sheriff este Policeman

## În cultura populară
The Creation of the Humanoids este adesea declarat a fi filmul favorit al lui Andy Warhol.